# Lactarius nanus
Lactarius nanus é um fungo que pertence ao gênero de cogumelos Lactarius na ordem Russulales. Encontrado na Europa, foi descrito cientificamente por J. Favre em 1955.